# 7-Метилгуанозин
7-Метилгуанозин (m7G) — это модифицированное пуриновое азотистое основание. Он представляет собой метилированный в седьмой позиции гуанозин. При обнаружении в человеческой моче может служить биомаркером некоторых типов рака. Играет роль в стабилизации РНК , блокируя её 5´-конец (кэп).